# Král železný, král zlatý
Král železný, král zlatý je historický román patřící do tetralogie Lev a Růže. Knihu napsala Ludmila Vaňková v roce 1977.

## Děj
Historická kniha popisuje život Přemysla II. Otakara a vývoj českého království za jeho vlády.
Kniha začíná ve chvíli, kdy český král Václav I. přijde o oko. Nablízko je mu i jeho bratr, moravský markrabí Přemysl, který se potácí mezi loajalitou k bratrovi a touze po trůnu, na který by nastoupil v případě jeho smrti. V tu chvíli přichází zpráva, že se králi narodil druhý syn. Ten dostane jméno po otci obou bratrů – Přemysl.
Král Václav nemá svého druhorozeného syna příliš v lásce a věnuje se především dědici trůnu Vladislavovi, pro Přemysla chystá církevní kariéru. Princ Vladislav ovšem zemře ještě mladý a ctižádostivý Přemysl se v šestnácti letech nechá korunovat na mladšího českého krále. Tím mezi sebou otec a syn rozpoutali válku. 
Za nějakou dobu přitáhne král Václav s vojskem dobýt Prahu a Přemysl nakonec ustoupí. Stává se rakouským vévodou a ožení se s Markétou Babenberskou, která však už nemůže mít děti. Přemysl se zamiluje do jedné z jejích dvorních dam, Anežky z Kuenringu. Papež ovšem nedovolí, aby jeho syn s Anežkou byl dědicem trůnu.
Český král má zároveň potíže s uherským králem Belou IV. Svede s ním vítěznou bitvu a v zájmu míru a kvůli touze po legitimním dědici se Přemysl rozvede s Markétou a ožení s Kunhutou, Bélovou krásnou vnučkou. Kvůli citu k ní zapomíná i na bolest, kterou způsobil Markétě a Anežce. Druhá manželka mu porodí dvě dcery, ne ovšem přeživšího syna.
Bela IV. umírá a k moci se dostává jeho syn Štěpán (V.), který českého krále nenávidí. Štěpán poruší mírovou smlouvu a vpadne do Korutan. Přemysl vtrhne s armádou do Uherska, to však musí nakonec opustit. 
Na konci knihy Přemysla II. opouštíme na vrcholu moci, kdy vládne říši táhnoucí se od Krkonoš k Jadranu. Dočká se i toužebně očekávaného syna.

## Postava Přemysla Otakara II.
Český král je v románu Ludmily Vaňkové obhájcem práva a svých poddaných, rytíř tělem i duší, zároveň ale stále zkušenější politik. Motivace většiny jeho skutků jsou zjevné, zčásti jsou ovšem jako by zahalené v mlze (jinak by ostatně ani nebyl uvěřitelnou postavou). Mezi jeho slabosti patří lehkomyslnost a zčásti také vysoké sebevědomí. Vztah k ženám jeho života (Markéta – Anežka – Kunhuta) jako by pokaždé nabyl na intenzitě. Zatímco k Markétě má vztah spíše synovský, Anežka je jeho první opravdová láska a Kunhuta osudová žena.